# Das Mädchen vom Moorhof (1935)
Das Mädchen vom Moorhof ist ein Filmdrama und Melodram des Regisseurs Detlef Sierck aus dem Jahr 1935. Die Literaturverfilmung basiert auf der Novelle Tösen från Stormyrtorpet der schwedischen Schriftstellerin Selma Lagerlöf. In der Hauptrolle verkörpert Hansi Knoteck die junge Bauernmagd Helga Christmann.

## Handlung
Die junge Bauernmagd Helga wird von ihrem Arbeitgeber geschwängert und anschließend von ihm entlassen. Er bestreitet, der Vater des Kindes zu sein. Helga weiß zwar, dass er lügt, möchte jedoch nicht zulassen, dass er einen Meineid schwört und zieht ihre Vaterschaftsklage zurück.
Helga hat erheblich zu leiden unter der sozialen Ausgrenzung als unverheiratete Mutter. Eine neue Anstellung findet sie bei dem Bauern Karsten Dittmar. Helga schöpft Hoffnung. Als jedoch Karstens Verlobte Gertrud auf dem Anwesen eintrifft, fordert sie von Karsten, die junge Magd zu entlassen. Karsten plagen zwar Gewissensbisse, er gibt jedoch dem Wunsch seiner Braut nach.
Karsten gerät am Abend vor seiner Hochzeit zusammen mit seinen Freunden in alkoholisiertem Zustand mit einer Gruppe Matrosen in einen handfesten Streit. Am nächsten Morgen erfährt Karsten, dass einer der Matrosen, wohl im Verlauf des Streites am Vorabend, durch einen Messerstich in den Kopf zu Tode kam. Die abgebrochene Messerklinge steckte noch in der Wunde. Er kann sich selbst zwar nicht mehr an den Verlauf der Prügelei erinnern, findet jedoch sein eigenes Messer mit abgebrochener Klinge in seiner Tasche. Er glaubt, der Mörder des Matrosen zu sein. Mit diesem Gedanken kann er nicht leben: Er begibt sich auf den Weg ins Gericht, um dort seinen Mord an dem Matrosen zu gestehen.
Die Handlung des Films nimmt eine Wendung, als Helga mit ihrer Aussage bestätigt, dass Karsten den Matrosen nicht umgebracht hat. Sein Messer hatte er tags zuvor Helga geliehen, damit sie Späne schneiden konnte. In einer sehr kurzen Sequenz ist zu sehen, dass sie die Klinge dabei abbricht. Ihr Einsatz für Karsten rührt an Gertruds Stolz. Dennoch macht sie Karsten deutlich, dass Helga ihn liebt und gibt die Beziehung auf. Karsten heiratet Helga.

## Erscheinungstermine und abweichende Filmtitel
Der Film wurde in Berlin am 30. Oktober 1935 in Deutschland uraufgeführt. Er erschien in Frankreich unter dem Titel La fille des marais, in Italien unter dem Titel La ragazza di Moorhof und in den USA unter dem Titel The Girl from the Marsh Croft bzw. The Girl of the Moors. Erstmals im deutschen Fernsehen wurde der Film am 3. Mai 1988 im ZDF ausgestrahlt.

## Produktionsnotizen

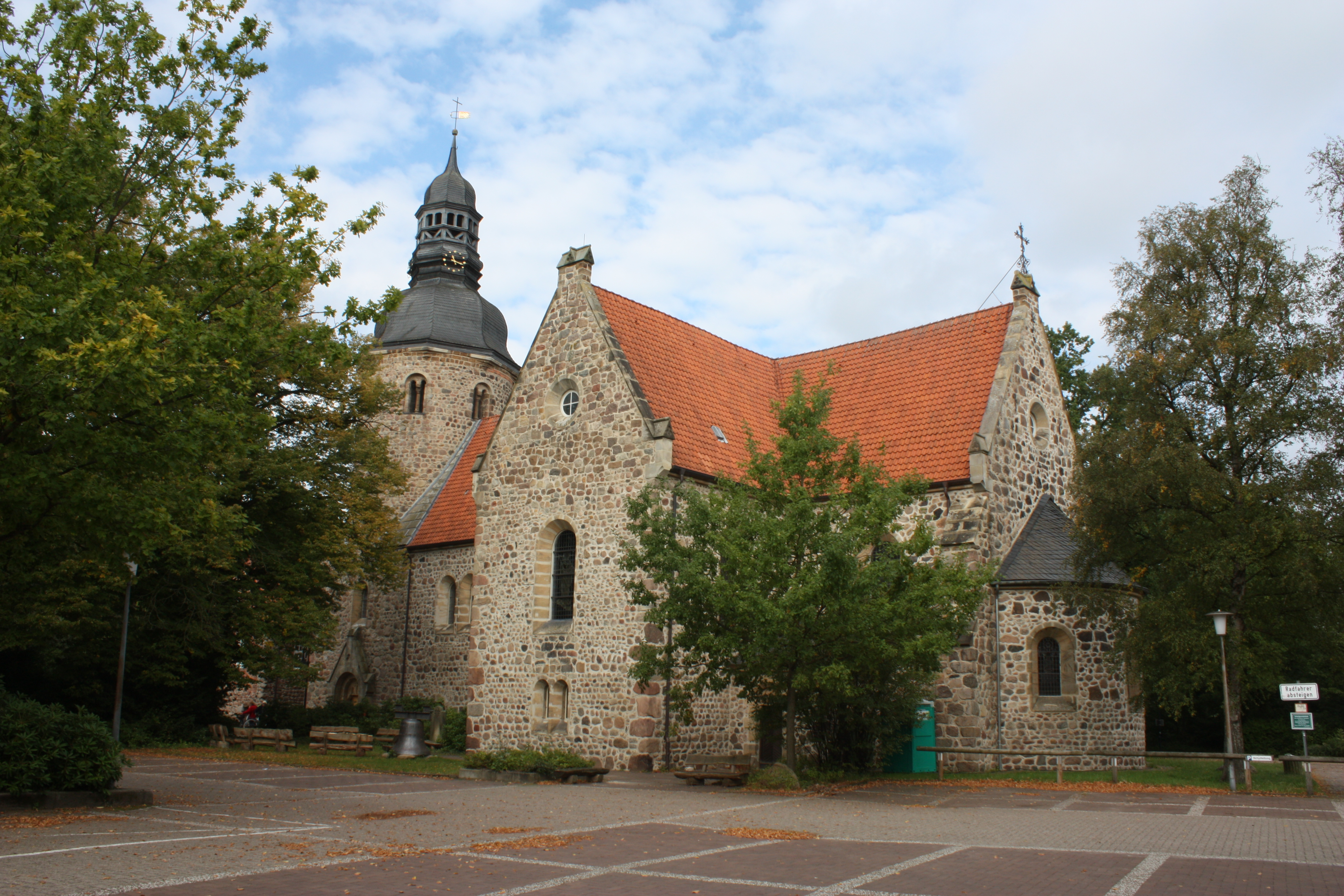
Einige Szenen wurden vor der Kirche St. Viti in Zeven gedreht.

Sierck verlegte die Handlung nach Norddeutschland und benannte die Hauptfiguren dementsprechend um (Gertrud Gerhart statt Hildur Eriksdotter, Karsten Dittmar statt Gudmund Erlandsson, Peter Nolde statt Per Martensson usw.). Sierck bekannte später selbstkritisch: „Das Drehbuch wich ziemlich von der Vorlage ab und ich glaube es war ein Fehler, die Lagerlöf-Geschichte in die norddeutsche Heidelandschaft zu verpflanzen. Die skandinavischen Bauern sind von den deutschen sehr verschieden; sie sind gebildeter als die Landbevölkerung im ganzen übrigen Europa“ (Halliday: Sirk on Sirk). Wie man an der modernen Kleidung und Kurzhaarfrisur der Sängerin Fanny in der Dorfkrugszene sehen kann, spielt der Film offensichtlich in den 1930er Jahren und nicht etwa im ausgehenden 19. Jahrhundert. Ihre Aufmachung steht in einem deutlichen Kontrast zu den Dorfbewohnern, die traditionell in Trachten gekleidet sind.
Die Dreharbeiten fanden im Juli und August 1935 statt. Drehort war u. a. das Teufelsmoor bei Worpswede. Einige Außenaufnahmen entstanden vor der Kirche St. Viti in Zeven. Carl L. Kirmse war für das Szenenbild verantwortlich 1958 entstand eine weitere Verfilmung der Novelle unter der Regie von Gustav Ucicky.

## Kritiken
„Gut gespielte, werkgetreue Selma-Lagerlöf-Verfilmung.“